# 寧昌県
寧昌県（ねいしょう-けん）は中華人民共和国遼寧省にかつて存在した県。現在の阜新市阜新モンゴル族自治県北部に相当する。
遼代に設置され、金代に廃止された。